# Quarta dominazione cinese del Vietnam
La quarta dominazione cinese (Thời kỳ Bắc thuộc lần thứ tư in vietnamita) è stata un periodo della storia del Vietnam tra il 1407 ed il 1427 durante il quale il paese fu invaso e governato dalla Cina della dinastia Ming. Fu il risultato della conquista della regione tra il 1406 ed il 1407 nella cosiddetta guerra Ming–Hồ. I precedenti periodi di dominazione cinese, noti come Bắc thuộc, furono di lunga durata e coprirono una parte importante della storia del Vietnam tra il 111 a.C. ed il 939 d.C.. La quarta dominazione cinese durò invece solo venti anni, terminando con la creazione della dinastia Lê da parte di Lê Lợi.